# Mariene provincie West-Afrikaanse Transitie
De Mariene provincie West-Afrikaanse Transitie (16) (Engels: West African Transition marine province) is een biogeografische provincie en ligt in het oosten van de Atlantische Oceaan in het Marien rijk Tropische Atlantische Oceaan. De mariene provincie is vastgesteld door het World Wide Fund for Nature en The Nature Conservancy en is vernoemd naar de transitiezone van de Sahel in West-Afrika.
In het noorden grenst het gebied aan de mariene provincie Lusitania (3) en in het zuiden aan de mariene provincie Golf van Guinee (17).

## Geografie
De mariene provincie ligt voor de westkust van Mauritanië, Senegal en Gambia en rond de eilandengroep van de Kaapverdische Eilanden.

## Biogeografie
Het gebied kent zeeleven dat houdt van tropische temperaturen.

## Mariene ecoregio's
Deze mariene provincie bestaat uit 2 mariene ecoregio's:
- Mariene ecoregio Kaapverdië (79)
- Mariene ecoregio Sahel-opwelling (80)